# リケンNPR
リケンNPR株式会社（英：NPR-RIKEN CORPORATION）は、リケンと日本ピストンリングが経営統合して設立された企業。